# Modejournal för alla snälla dockor
Modejournal för alla snälla dockor var en svensk modetidskrift som utgavs 1858.

## Bilder

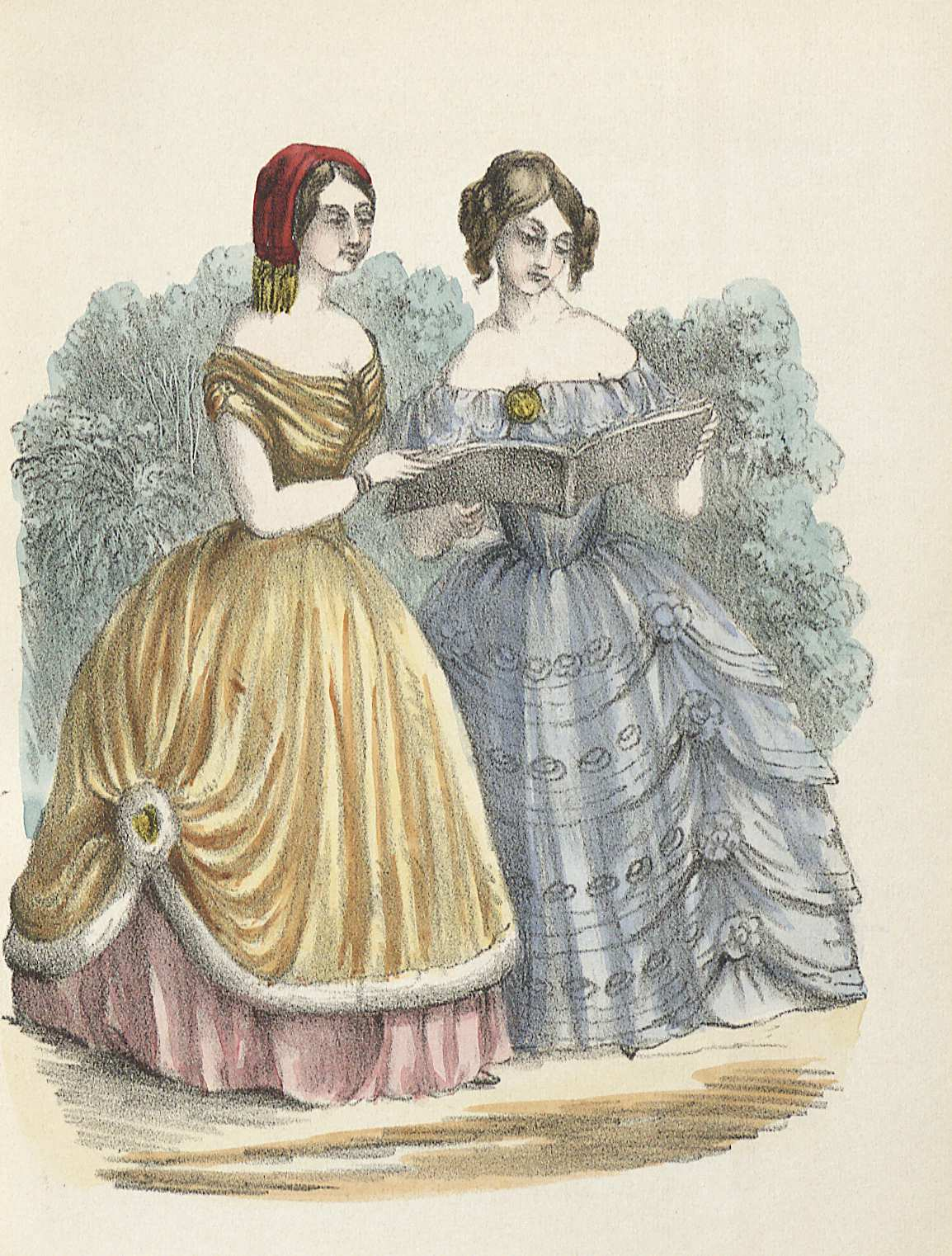
Modejournal för alla snälla dockor 1858, illustration nr 2
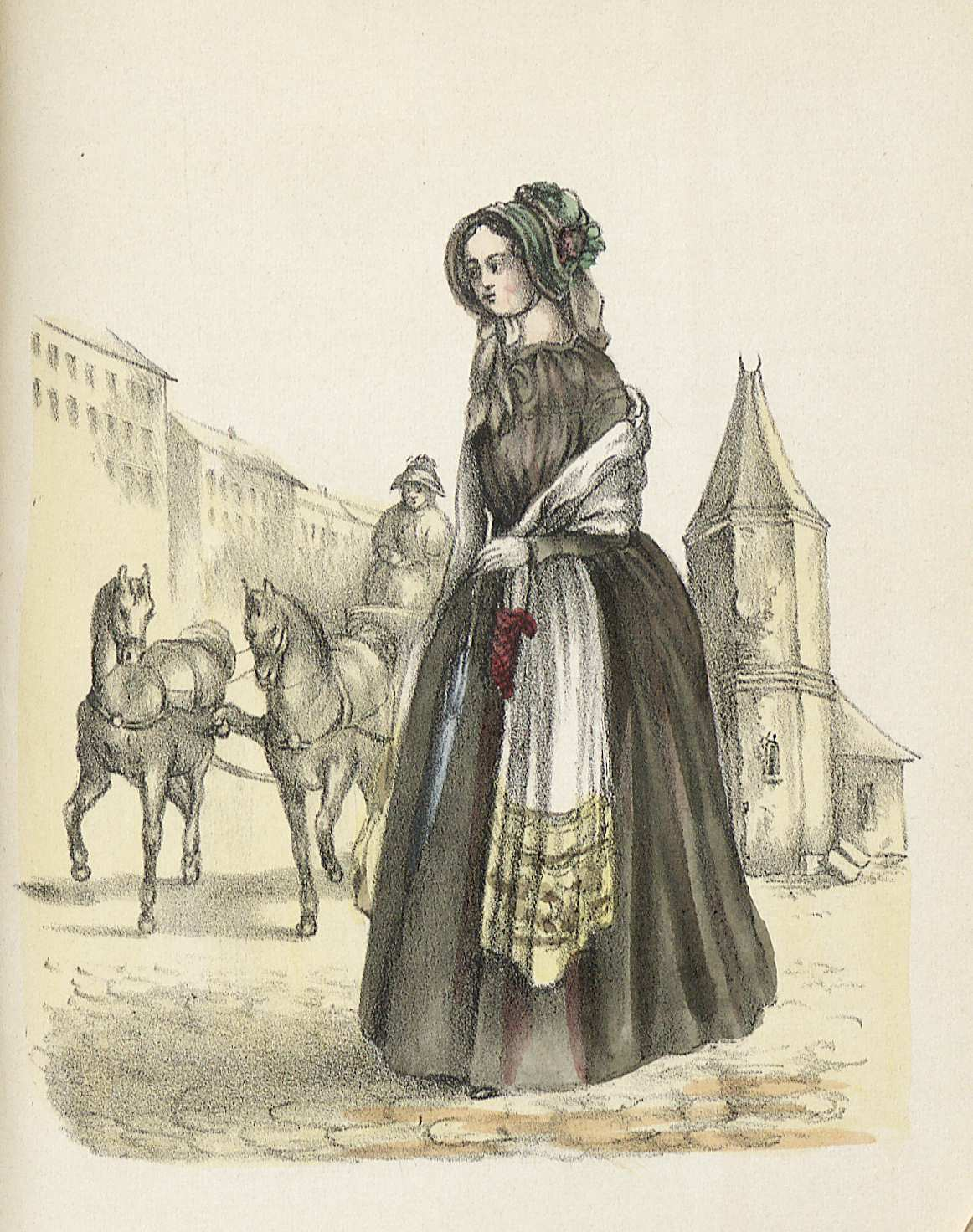
Modejournal för alla snälla dockor 1858, illustration nr 5